# حمام شاهی
حمام شاهی (پنجابی: شاهی حمام) یا حمام وزیرخان، یک حمام به سبک ایرانی است که در لاهور، پاکستان در سال ۱۶۳۵ میلادی، در دوران حکومت شاه جهان، ساخته شده‌است. این بنا توسط طبیب دربار علیم‌الدین انصاری معروف به وزیرخان ساخته شده‌است. این حمام به عنوان موقوفه مسجد وزیرخان ساخته شده بود تا خرج نگهداری آن شود.
در طی حکومت گورکانیان، حمام‌های ایرانی به شبه‌قاره هند آورده شدند ولی هرگز به میزانی که در ایران رایج بودند، مورد استقبال قرار نگرفتند.